# Бауэр, Рафал
Рафал Бауэр (пол. Rafał Brauer, родился 14 февраля 1976 года) — польский музыкант, играющий в стилях блэк-метал, дэт-метал, хэви-метал и трэш-метал. Известен благодаря своим выступлениям за группы Behemoth, Blindead, Hefeystos, Immemorial, Psychollywood. Также выступал на концертах в сессионных составах коллективов Overkill, Pestilence и Destruction. Выступает под псевдонимами Browar (или Brovar) и Frost.

## Дискография
- Behemoth - ...From the Pagan Vastlands (1994, Demo)
- Behemoth - And the Forests Dream Eternally (1995, Demo)
- Sons of Serpent - Primeval Ones (1998)
- Hefeystos - Psycho Cafe (1998)
- Immemorial - After Deny (2003)
- Blindead - Devouring Weakness (2006)
- Behemoth - Demonica (2006)
- Crionics - N.O.I.R. (2010)